# Schalladorf
Schalladorf ist eine Katastralgemeinde von Wullersdorf im Bezirk Hollabrunn in Niederösterreich.

## Geografie
Schalladorf liegt im westlichen Weinviertel auf einer Seehöhe von ca. 248 Meter. Durch den östlich von Immendorf liegenden Ort führt die Landesstraße 35. Die Landschaft wird vor allem durch Ackerland und Weingärten geprägt.

## Geschichte
Laut Adressbuch von Österreich waren im Jahr 1938 in der Ortsgemeinde Schalladorf ein Binder, ein Eierhändler, ein Gastwirt, ein Gemischtwarenhändler und einige Landwirte sowie eine Privatbrauerei ansässig.

## Vereine
In Schalladorf gibt es mehrere Vereine, die Freiwillige Feuerwehr, den Dorferneuerungsverein, den Verein der Traktorfreunde, einen Tierhilfeverein und den Österreichischen Kameradschaftsbund. 

## Religion
Schalladorf mit einer Kapelle bildet mit der Katastralgemeinde Oberstinkenbrunn mit der Pfarrkirche St. Leonhard eine katholische Pfarre.